# Jano ter Horst
Jano ter Horst (* 19. Juni 2002 in Bad Bentheim) ist ein deutscher Fußballspieler.

## Karriere
Nach seinen Anfängen in der Jugend der JSG Obergrafschaft wechselte ter Horst im Sommer 2016 in die Jugendabteilung von Preußen Münster und durchlief dort alle Jugendmannschaften. Für seinen Verein kam er zu 24 Spielen in der B-Junioren-Bundesliga und 20 Spielen in der A-Junioren-Bundesliga, bei denen ihm insgesamt ein Tor gelang. Im Sommer 2021 wurde er in den Kader der zweiten Mannschaft in der Oberliga Westfalen aufgenommen. Im Oktober 2021 debütierte er in der Regionalliga West für die erste Mannschaft beim 2:2-Auswärtsunentschieden gegen den VfB Homberg. Mit seinem Verein wurde er am Ende der Saison 2022/23 Meister und stieg in die 3. Liga auf. Dort kam er auch zu seinem ersten Einsatz im Profibereich, als er am 4. Oktober 2023, dem 9. Spieltag, beim 4:0-Heimsieg gegen den FC Erzgebirge Aue in der Startformation stand. Im Dezember 2023 verlängerte er seinen Vertrag bei seinem Verein langfristig. In der Saison 2023/24 gelang ihm mit Preußen Münster der direkte Durchmarsch in die 2. Fußball-Bundesliga.

## Erfolge
Preußen Münster
- Meister der Regionalliga West und Aufstieg in die 3. Liga: 2023
- Aufstieg in die 2. Bundesliga: 2024